# Montmaur (Aude)
Montmaur ist eine französische Gemeinde mit 350 Einwohnern (Stand: 1. Januar 2022) im Département Aude in der Region Okzitanien (vor 2016: Languedoc-Roussillon). Sie gehört zum Arrondissement Carcassonne und zum Kanton Le Bassin Chaurien. Die Einwohner werden Montmaurais genannt.

## Lage
Montmaur liegt etwa 39 Kilometer südöstlich von Toulouse in der Landschaft Lauragais.
Nachbargemeinden von Montmaur sind Mourvilles-Hautes im Nordwesten und Norden, Les Cassés im Norden und Nordosten, Saint-Paulet im Osten, Soupex und Airoux im Südosten, Montferrand im Süden, Avignonet-Lauragais im Südwesten und Westen sowie Rieumajou im Westen.
Die Gemeinde liegt an der Via Tolosana, einer der vier historischen Wege der Jakobspilger in Frankreich.

## Bevölkerungsentwicklung
| Jahr                       | 1962 | 1968 | 1975 | 1982 | 1990 | 1999 | 2006 | 2019 |
| Einwohner                  | 318  | 290  | 241  | 228  | 242  | 266  | 306  | 304  |
| Quellen: Cassini und INSEE |      |      |      |      |      |      |      |      |

## Sehenswürdigkeiten
- Kirche Saint-Baudile, seit 1948 Monument historique
- Burg Montmaur, seit 1926 Monument historique
- Burg Valès

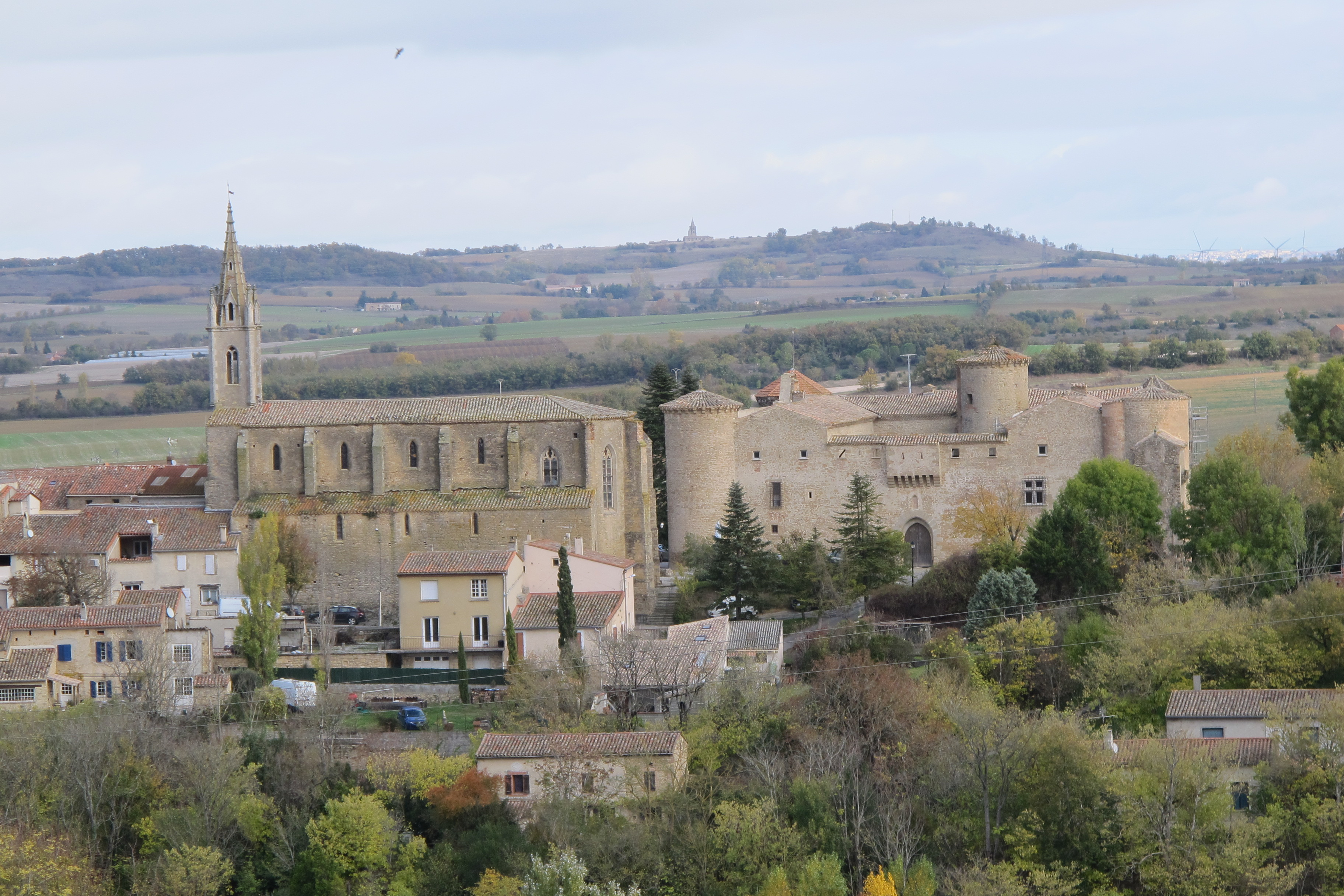
Kirche Saint-Baudile
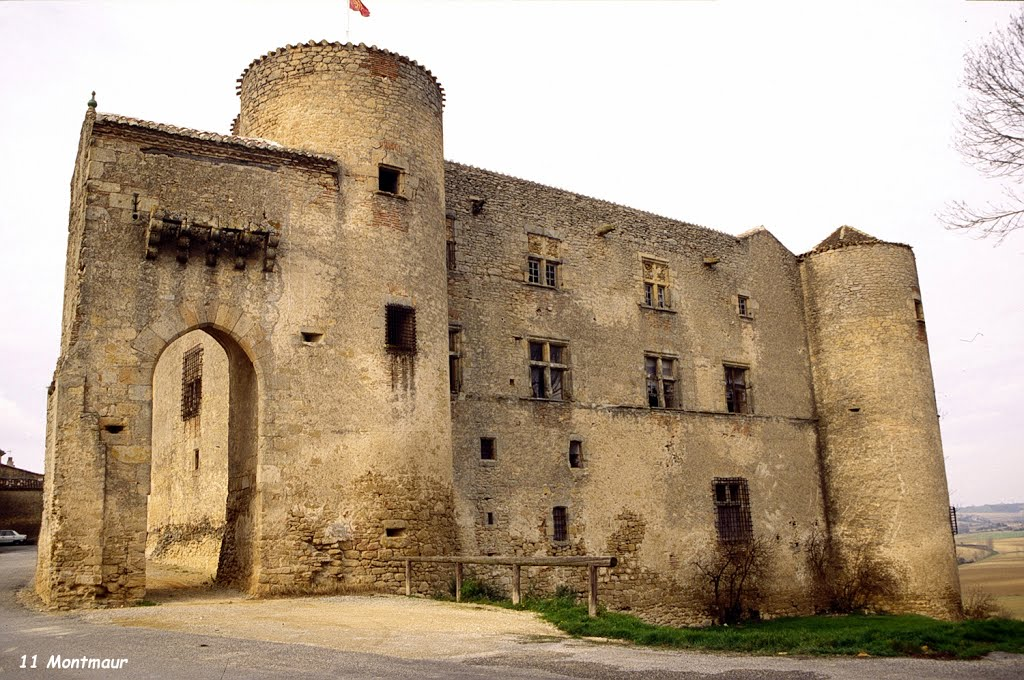
Burg Montmaur
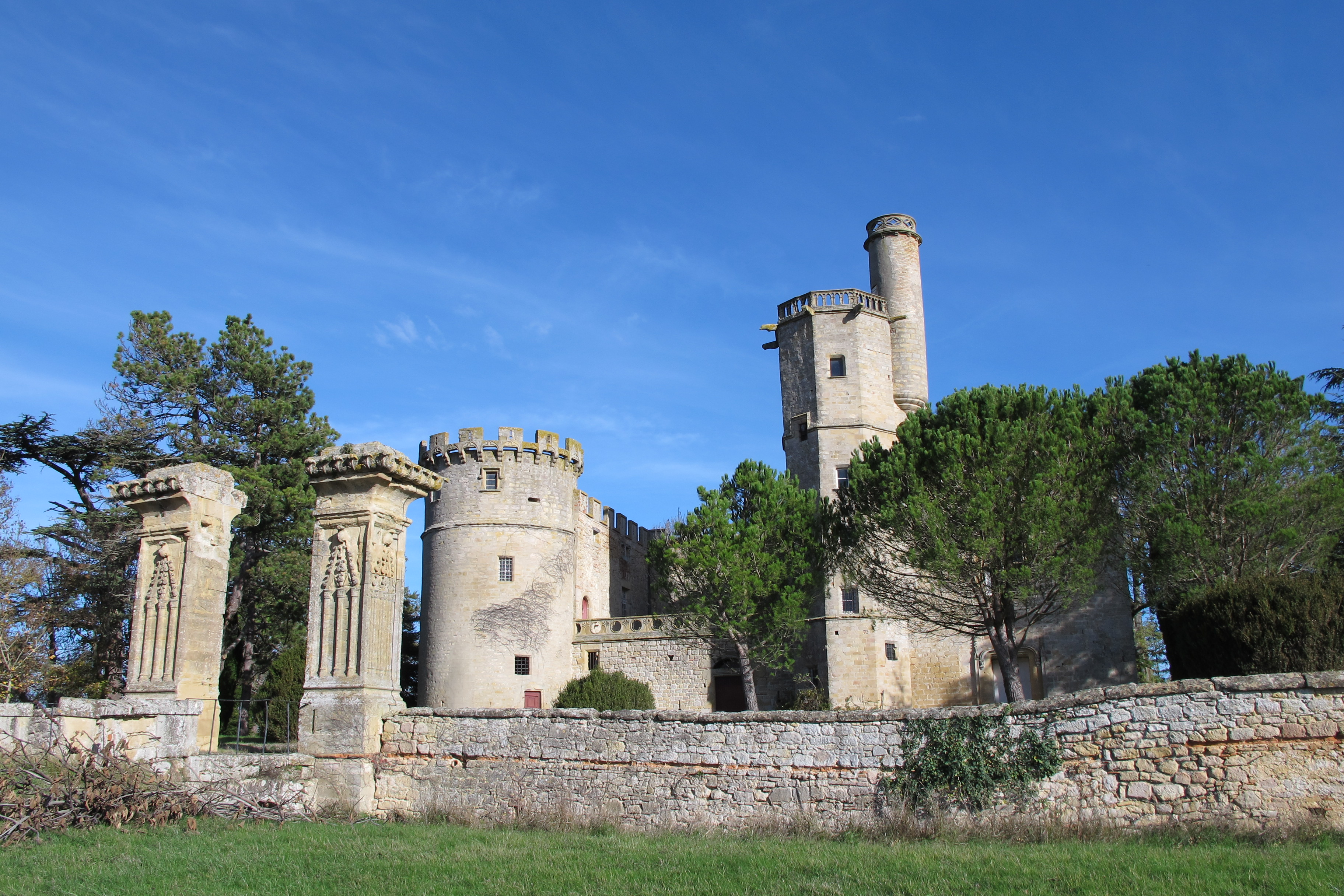
Burg Valès